# Robert James Waller
Robert James Waller (ur. 1 sierpnia 1939, w Charles City, Iowa, zm. 10 marca 2017, we Fredericksburg, Texas) – amerykański pisarz.

## Życiorys
Wychowywał się w małym mieście Rockford w stanie Iowa. W 1962 otrzymał stopień bakałarza z edukacji biznesowej, a w 1964 magisterium z edukacji na State College of Iowa (obecnie University of Northern Iowa). Następnie podjął studia na Indiana University. W 1968 obronił doktorat. Pracę doktorską napisał o amerykańskim przemyśle gitarowym. Od tego samego roku nauczał na University of Northern Iowa, gdzie prowadził wykłady z ekonomii, matematyki stosowanej i zarządzania. W latach 1980–86 był dziekanem uniwersyteckiej szkoły biznesowej. Na początku lat osiemdziesiątych zaczął pisać eseje dla The Des Moines Register. Wybór z nich został opublikowany pod tytułem Just Beyond the Firelight: Stories and Essays (1988) i One Good Road Is Enough (1990). W 1989 udał się na bezpłatny urlop naukowy. Dwa lata później opublikował studium Iowa: Perspectives on Today and Tomorrow.
Sławę przyniosła mu powieść The Bridges of Madison County (Co się wydarzyło w Madison County, 1991). W 1995 została ona sfilmowana. W rolach głównych wystąpili  Clint Eastwood i Meryl Streep.
Wydał również Slow Waltz in Cedar Bend (1993), Puerto Vallarta Squeeze: The Run for el Norte (1995), Border Music (1995), A Thousand Country Roads: An Epilogue to The Bridges of Madison County (2002) i High Plains Tango (2005), jak również The Long Night of Winchell Dear (2006).
Był żonaty najpierw z Georgią Wiedemeier, a później z Lindą Bow. Miał córkę i wnuczkę.